# Zatavua analalava
Zatavua analalava là một loài nhện trong họ Pholcidae. Loài này được phát hiện ở Madagascar.